# Paradelphomyia (Oxyrhiza) pugilis
Paradelphomyia (Oxyrhiza) pugilis is een tweevleugelige uit de familie steltmuggen (Limoniidae). De soort komt voor in het Oriëntaals gebied.